# ハンス・J・シェルンフーバー
ハンス・ヨアヒム・"ジョン"・シェルンフーバー (英語: Hans Joachim Schellnhuber、1950年6月7日 - ) は、ドイツの大気物理学者、気候学者であり、ポツダム気候影響研究所の創設者であり、ドイツ地球変動諮問会議(WBGU)の元議長である。
2011年ボルボ環境賞、2017年ブループラネット賞受賞。